# Julián Marías Aguilera
Julián Marías Aguilera (* 17. Juni 1914 in Valladolid; † 15. Dezember 2005 in Madrid) war ein katholischer spanischer Philosoph, Schüler und Freund von José Ortega y Gasset.

## Leben
Julián Marías lebte seit 1919 in Madrid, wo er von 1931 bis 1936 (während des Zeitraums der 2. Spanischen Republik) Philosophie studierte.
Während des Spanischen Bürgerkriegs stand er auf der Seite der Republik und veröffentlichte Artikel in den Zeitungen ABC und Blanco y Negro. Nach dem Sieg Francos 1939 war er einige Monate in Gefangenschaft, beschäftigte sich jedoch nach seiner Freilassung wieder mit Philosophie, indem er in diesem Fach Förderunterricht erteilte. Dabei entstand sein chronologisch aufgebautes Buch zur Geschichte der Philosophie Historia de la Filosofía, das 1941 erschien und ein in Spanien viel verwendetes Grundlagenwerk der Philosophie wurde.
Wegen eines kritischen Satzes in seiner Doktorarbeit gegen die Franco-Herrschaft wurde seine Promotion 1942 auf Veranlassung der geistlichen Universitätsleitung suspendiert.
1948 gründete er mit José Ortega y Gasset das "Instituto de Humanidades de Madrid", dessen Leiter er nach Ortega y Gassets Tod 1955 wurde. 1949 erhielt er mit seiner 1942 abgelehnten Arbeit La Metafísica del conocimiento en Gratry (Die Metaphysik der Erkenntnis bei Gratry) den Doktortitel. Er vertrat den Ratiovitalismus, eine Art katholischen Existenzialismus, weshalb er an spanischen Universitäten während der Franco-Diktatur keine Lehrtätigkeit aufnehmen konnte. Er lebte von seinen Publikationen und der Tätigkeit als Gastprofessor an Universitäten der USA, wo er die Madrider Schule der Philosophie vertrat. Ein mächtiger Gegner war Santiago María Ramírez Ruíz de Dulanto.
1941 heiratete er die Lehrerin und Schriftstellerin Dolores Franco Manero, mit der er zusammen fünf Söhne hatte, darunter Javier (1951–2022), Schriftsteller.
1964 wurde er Mitglied der Real Academia de la Lengua Española. In der Übergangsphase zur Demokratie wurde er 1977 vom König zum Senator ernannt. Diese Funktion übte er bis 1979 aus. 1980 erhielt er die Zulassung als Professor in Spanien. 1982 wurde er von Papst Johannes Paul II. als einziger Spanier in den "Internationalen päpstlichen Rat für Kultur" berufen. 1996 erhielt er den Preis des Prinzen von Asturien für Kommunikation und Geisteswissenschaften.

## Bedeutende Werke
- Historia de la filosofía (1941)
- San Anselmo y el insensato (1944)
- Idea de la metafísica (1954)
- La escuela de Madrid (1960)
- Antropología filosófica (1970)
- La España inteligible (1985)